# هاري إتش جونسون
هاري إتش جونسون (بالإنجليزية: Harry H. Johnson)‏ هو عسكري أمريكي، ولد في 11 أبريل 1895، وتوفي في 6 أغسطس 1987 في كيرفيل في الولايات المتحدة.